# Karl Weinberger (Bischof)
Karl Weinberger OFM (auch Karl Weinperger; * 1582 in Graz; † 1625 in Retz) war von 1620 bis 1625 Titularbischof von Nazianzus und Weihbischof in Breslau. Ab 1621 bis 1625 war er nominierter Bischof von Pedena.

## Leben
Als Mitglied des Franziskanerordens stieg Karl Weinberger zum Kommissar des Generalvikars auf, der für die ungarische und später auch die österreichische Ordensprovinz zuständig war.
Am 27. Januar 1620 wurde er zum Titularbischof von Nazianzus (Ep. tit. Nazianzenus) und Weihbischof in Breslau ernannt. Obwohl er nicht den  Erwartungen des Kaisers Ferdinand II. entsprach, wurde er von diesem trotzdem 1621 zum Bischof von Pedena nominiert. Obschon die päpstliche Bestätigung noch nicht vorlag, begab sich Weinberger unmittelbar in seinen Sprengel, um ihn in Besitz zu nehmen. Dort übte er die Jurisdiktion aus, und am 25. August 1622 war er bei der Weihe des Triester Bischofs Rinaldo Scarlicchio anwesend. Sein Lebenswandel in geistlicher und religiöser Hinsicht widersprach den in einen Bischof gesetzten Erwartungen. Er trug weltliche Kleidung und interessierte sich für militärische Angelegenheiten. Zudem organisierte er militärische Paraden, trug selbst Waffen und hielt sich häufig in Wirtshäusern auf. Dadurch machte er sich in seinem Sprengel unbeliebt. Nachdem er mit der Bezirksregierung in Mitterburg in Konflikte geraten war, beschwerte sich diese 1623 beim Kaiser. Zugleich beklagte sich Bischof Scarlicchio über ihn in Rom. Die mit ihm geführten Verhandlungen führten zu keinem Erfolg. Deshalb zog Ferdinand II. 1625 seine Nomination zurück; Weinberger musste seinen Sprengel verlassen. Im selben Jahr starb er im österreichischen Retz.